# A Walk Into the Sea: Danny Williams and the Warhol Factory
A Walk Into the Sea: Danny Williams and the Warhol Factory je americký dokumentární film režisérky Esther B. Robinson z roku 2007. Pojednává o Dannym Williamsovi, který byl strýcem režisérky a v šedesátých letech spolupracoval s Andym Warholem. Ve svých sedmadvaceti letech se záhadně ztratil; o několik týdnů později bylo nalezeno jeho oblečení, tělo však nikoliv.
Své vzpomínky na Williamse zde vyprávěli různí lidé, kteří s ním v šedesátých letech spolupracovali (John Cale, Paul Morrissey, Billy Name) i rodinní příslušníci (Julia Robinson, Harold Stevenson). Film získal ocenění Teddy Award v kategorii nejlepší dokumentární film. Rovněž byl oceněn na Berlínském mezinárodním filmovém festivalu, Chicagském mezinárodním filmovém festivalu a na Tribeca Film Festival.

## Obsazení
| Callie Angell           | sama sebe |
| Brigid Berlin           | sama sebe |
| John Cale               | sám sebe  |
| Danny Fields            | sám sebe  |
| Nat Finkelstein         | sám sebe  |
| Gerard Malanga          | sám sebe  |
| Albert Maysles          | sám sebe  |
| Paul Morrissey          | sám sebe  |
| Billy Name-Linich       | sám sebe  |
| Ron Nameth              | sám sebe  |
| Julia Williams Robinson | sama sebe |
| Jeff Scher              | sám sebe  |
| Harold Stevenson        | sám sebe  |
| Chuck Wein              | sám sebe  |
| Nadia Williams          | sama sebe |